# سامي عنان
الفريق سامي حافظ عنان قائد عسكري مصري، شغل سابقاً منصب رئيس أركان حرب القوات المسلحة ونائب رئيس المجلس الأعلى للقوات المسلحة أثناء إدارة المجلس شئون البلاد عقب ثورة يناير2011، ترشح لانتخابات الرئاسة المصرية التي أجريت في مارس 2018، وتقلد رئاسة أركان حرب القوات المسلحة المصرية بين عام 2005 وحتى 12 أغسطس 2012 حيث أقاله رئيس الجمهورية محمد مرسي آنذاك كما أقال وزير الدفاع القائد العام للقوات المسلحة المشير محمد حسين طنطاوي من منصبهما وعُينّا كمستشاريّن لرئيس الجمهورية. اختفى سامي عنان عن الساحة السياسية طوال حكم مرسي وعدلي منصور، وفي 2013، وأثناء مظاهرات دعت إليها حركة تمرد وجبهة الإنقاذ المعارضة في مصر ضد الرئيس محمد مرسي قدم عنان استقالته من منصب المستشارية في 1 يوليو 2013.
أعلن عنان عزمه التقدم كمرشح لرئاسة الجمهورية في الإنتخابات الرئاسية سنة 2014 إلا أنه عدل عن خوضها لصالح عبد الفتاح السيسي. وعاد بعدها ليترشح في الانتخابات الرئاسية المصرية سنة 2018 أمام عبد الفتاح السيسي. والذي قامت على إثره القوات المسلحة باعتقاله بدعوى أنه قام بالتزوير في محررات رسمية والتهرب من الخدمة العسكرية. وأصدر المدعي العام العسكري في نفس اليوم قرارا بـ«حظر النشر» في الإتهامات الموجهة إليه. وفي 20 إبريل 2018، أكد محامي عنان تبرئته في تهمة «مخالفة القواعد العسكرية»، إلا أنه حبسه جُدد لمدة أربعة أيام على ذمة محاكمته بتهمة «التزوير في محررات رسمية» أمام محكمة عسكرية، وجدد المدعي العام قرار «حظر النشر» في القضيتين.
شارك سامي عنان في حرب الاستنزاف وحرب أكتوبر. عين كقائد الفرقة 15 د جو م ج ع 1997 وقائداً لقوات الدفاع الجوي في يوليو 2001. أصدر الرئيس السابق محمد حسني مبارك قراراً بتعيينه رئيساً للأركان في العام 2005.

## ما بعد الفترة الانتقالية لإدارة المجلس العسكري
في 12 أغسطس 2012 ألغى رئيس الجمهورية محمد مرسي إعلانا دستوريا مكملا كان المجلس الأعلى للقوات المسلحة أصدره في يونيو 2012، كما أقال محمد مرسي سامي عنان والمشير محمد حسين طنطاوي من منصبي رئيس أركان حرب القوات المسلحة ووزير الدفاع القائد العام للقوات المسلحة وعين بدلا منهما عبد الفتاح السيسي وزيراً للدفاع وقائداً عاماً للقوات المسلحة، بعد ترقيته إلى رتبة فريق، وعين صدقي صبحي سيد أحمد رئيساً للأركان. كما منح سامي عنان قلادة الجمهورية ومنح طنطاوي قلادة النيل وعُيّنا كمستشارين لرئيس الجمهورية. بعد مظاهرات 30 يونيو التي دعت إليها حركة تمرد وجبهة الإنقاذ المعارضة في مصر ضد الرئيس محمد مرسي، قدم عنان استقالته من منصب المستشارية في 1 يوليو 2013.

## الانتخابات الرئاسية 2018
أعلن حزب العروبة اختيار عنان للترشح لرئاسة الجمهورية في 12 يناير 2018، ونُشر فيديو يعلن فيه عنان ترشحه لانتخابات الرئاسة المصرية عام 2018 في 19 يناير بعد ساعات من إعلان الرئيس عبد الفتاح السيسي ترشحه. وقال عنان في الفيديو أنه سيقدم أوراقه «فور إنتهائي من إستيفاء إجرائات لا بد لي كرئيس أسبق لأركان حرب القوات المسلحة المصرية من استيفائها وفقا للقوانين والنظم العسكرية» كما أشار إلى «تشكيل نواة مدنية» لمنظومة الرئاسة ذكر فيها هشام جنينة، الرئيس السابق للجهاز المركزي للمحاسبات نائبا لشؤون حقوق الإنسان وتعزيز الشفافية وحازم حسني أستاذ الاقتصاد والعلوم السياسية بجامعة القاهرة نائبا لشؤون الثورة المعرفية والتمكين السياسي والاقتصادي.
تبع إعلان الترشح هجوم إعلامي لاذع وبحسب البي بي سي، بدأت وسائل الإعلام المصرية المحسوبة في مجملها على النظام الحالي بشن هجوم على عنان، وقال مؤيدون للسيسي، إن لا شعبية حقيقية لعنان في الشارع المصري مدللين أن ذلك سيتكشف بوضوح في الانتخابات، مشيرين إلى أن الدليل على أن النظام الحالي لا يخشى ترشح عنان أو غيره، هو عدم سعيه لمنعه أو منع مرشحين آخرين من الترشح لتلك الانتخابات، كما ركز الإعلام المصري أيضا في جانب من هجومه على اتهامه لعنان بأنه من أنصار الإخوان، وهي نفس التهمة التي وجهها نفس الإعلام إلى نائبيه اللذين أسماهما وهما المستشار جنينه والدكتور حازم حسني.

### توقيفه 2018
تم توقيف عنان في 23 يناير 2018 واقتيد إلى النيابة العسكرية، حسبما صرح به المتحدث الرسمي باسم عنان ومدير حملته الانتخابية بالخارج محمود رفعت وكذلك مدير مكتب عنان وتبع ذلك بَث بيان شديد اللهجة على صفحة القيادة العامة للقوات المسلحة على فيسبوك يتهم عنان بمخالفة لوائح وقوانين القوات المسلحة بـ«إعلانه الترشح لرئاسة الجمهورية دون الحصول على موافقة القوات المسلحة، أو اتخاذ ما يلزم من إجراءات لإنهاء استدعائها له» وبالإضافة إلى اعتبار تضمن إعلان ترشح عنان ما وصفه البيان «تحريضا صريحا ضد القوات المسلحة»، و«محاولة الوقيعة بينها وبين الشعب المصري العظيم»، وأضاف البيان أن أوراق عنان تضمنت إنهاء خدمته في القوات «على غير الحقيقة» الذي عده البيان جريمة تزوير في المحررات الرسمية. وأعلنت حملة ترشيحه عقب اعتقاله أنها ستتوقف حتى إشعار آخر. بينما قضت محكمة الأمور المستعجلة بقبول دعوى طالبت بإلزام وزارة الدفاع تقديم شهادة تفيد بأن الفريق سامي عنان مستمر كضابط تحت الاستدعاء فيها قبل تقديمه أوراق الترشح للانتخابات الرئاسية، وذلك بالتزامن مع بيان القوات المسلحة. وأعلنت الهيئة الوطنية للانتخابات حذف اسم الفريق سامي عنان من قاعدة بيانات الناخبين وأصدر المدعي العام العسكري في نفس اليوم بـ«حظر نشر» في الإتهامات الموجهة إلى عنان.
وفي 12 فبراير 2018 صدر قرار بالتحفظ على أموال سامي عنان وأسرته. ثم صدرت تصريحات عن هشام جنينة جاء فيها تهديدا بكشف أسرار تُدين النظام الحالي والجيش في حال تعرض عنان للتصفية. وعقب تلك التصريحات ألقي القبض على هشام جنينة في 13 فبراير 2018.

### الأفراج
تم الأفراج عن سامي عنان في 22 ديسمبر 2019 بعد مضي سنتين علي توقيفه.

## التأهيل العسكري
- قبل توليه رئيس أركان حرب القوات المسلحة كان يشغل منصب قائد قوات الدفاع الجوي.
- تلقى العديد من الدورات المتخصصة في مجال الدفاع الجوي.
- دورة الدفاع الجوي الأساسية.
- دورة قائد كتيبة صواريخ.
- قائد كتائب صواريخ.
- دورة الموظفين المتخصصين.
- تلقى الفريق سامي عنان دورات في مجال الدفاع الجوي من روسيا.
- زمالة كلية الدفاع الوطني من أكاديمية ناصر العسكرية.
- زمالة كلية الحرب العليا من أكاديمية ناصر العسكرية.
- تلقى دورات من فرنسا في مجال الدفاع الجوي.

## مسيرته المهنية
- ملحق الدفاع في المغرب أغسطس 1990
- قائد لواء أغسطس 1992

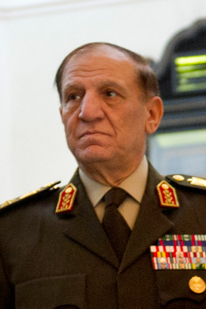
عنان بالزي العسكري.

- قائد الفرقة الخامسة عشر دفاع جوي يناير 1996
- رئيس فرع العمليات الدفاع الجوي يوليو 1998
- رئيس أركان قوات الدفاع الجوي يناير 2000
- قائد قوات الدفاع الجوي (2001 - 2005)
- رئيس أركان حرب القوات المسلحة المصرية (2005 - 2012)
- نائب رئيس المجلس الأعلى للقوات المسلحة 2011، أثناء إدارة المجلس شئون البلاد عقب ثورة يناير، وهو منصب يوازي نائب رئيس الجمهورية.
- مستشار الرئيس السابق محمد مرسي أغسطس 2012.[28]
- تقدم بأوراق ترشحه لانتخابات الرئاسة المصرية عام 2018.[29]

## الحروب
- حرب الاستنزاف
- حرب أكتوبر 1973

## الأوسمة والأنواط والميداليات
- نوط الخدمة الممتازة.
- ميدالية الخدمة الطويلة والقدوة الحسنة.
- وسام الملك عبد العزيز من الدرجة الممتازة (من المملكة العربية السعودية).
- وسام الجمهورية.[30]

## وصلات خارجية
- رئيس الأركان